# A Merca
A Merca est une commune de la province d'Ourense en Espagne située dans la communauté autonome de Galice.

## Personnalités liées à la commune
- Luis González Seara (1936-2016), universitaire et homme politique espagnol ayant appartenu à l'Union du centre démocratique (UCD), est né dans la commune.
- Manuel Vázquez Outeiriño (1940-2023) ancien maire de la commune;
- José Antonio Vázquez Taín (1968-), son fils, magistrat espagnol, est né dans la commune[1].